# フランク・シールズ
フランク・シールズ（Frank Shields, 1909年11月18日 - 1975年8月19日）は、アメリカ・ニューヨーク出身の男子テニス選手。フルネームは Francis Xavier Shields （フランシス・ザビエル・シールズ）といい、「フランク」は彼の愛称である。1930年の全米選手権と1931年のウィンブルドン選手権で、4大大会男子シングルスに2度の準優勝を記録した後、1930年代後半にハリウッド俳優としても活動した人である。女優ブルック・シールズの祖父としても知られる。

## 来歴
シールズは1926年から全米選手権に出場し始め、2年後の1928年に同選手権の準決勝でアンリ・コシェと対戦した。1930年の全米選手権で、彼は最初の4大大会男子シングルス決勝に進出する。対戦相手のジョン・ドエグは、左利きの荒々しい強力サービスを武器にする選手だった。第3セット終了時点でドエグにセットカウント 1-2 （ゲームカウント：シールズから見て 8-10, 6-1, 4-6）とリードされた後、第4セットでシールズがゲームカウント 14-13 でセット・ポイント（このポイントを決めれば、1セットを取れる）をつかんだ。ここからドエグがサービスで逆転し、シールズは第4セットを 14-16 で落とした。これでドエグの優勝が決まり、シールズは1930年の全米男子シングルス準優勝者になった。翌1931年のウィンブルドン選手権で、シールズはジャン・ボロトラとの準決勝の途中で芝生に足を滑らせ、足首を痛めてしまった。ボロトラには 7-5, 3-6, 6-4, 6-4 で勝ち、ウィンブルドン決勝進出を決めたが、足首のけがのためシドニー・ウッドとの決勝戦に出場できなくなった。ウィンブルドン男子決勝が「不戦勝」の結末になったのは、後にも先にも1931年の1度だけである。
ウィンブルドンのアクシデントから2年後、シールズは1933年の全米選手権でシングルスのベスト4に入り、男子ダブルス準優勝を記録した。3年ぶり3度目のシングルス準決勝ではジャック・クロフォードに敗れたが、その過程の4回戦でシールズは日本の布井良助を 7-5, 6-2, 6-3 で破った。男子ダブルスで、シールズは当時17歳のフランク・パーカーとペアを組んで初の決勝に進んだが、ジョージ・ロット＆レスター・ストーフェン組に 13-11, 7-9, 7-9, 3-6 で敗れた。結局、シールズは4大大会で男子シングルス2度・男子ダブルス1度の準優勝に終わった。彼は男子テニス国別対抗戦・デビスカップでも、1931年・1932年・1934年の3度アメリカ代表選手として出場した。
1935年全米選手権の準々決勝でフレッド・ペリーに敗退した後、シールズは一時的にテニス界を離れ、ハリウッドの映画俳優に転向した。インターネット・ムービー・データベース（IMDb）の資料によれば、シールズは1935年から1938年までの間に、通算7作の映画に出演した。彼の俳優経歴はこの3年間で終わっており、1938年からは再びテニス選手に戻って、全米選手権に復帰する。13年後の1951年、シールズは1年間デビスカップのアメリカ代表監督を務めた。シールズが監督を務めた年、米国チームは「アメリカン・ゾーン」の1回戦で日本チームと対戦した。日本はこの年から終戦後のデビスカップに復帰を認められたが、熊谷一弥監督が率いた日本代表チームは、シールズ監督の率いる米国チームに5戦全敗で終わった。 1964年、シールズは国際テニス殿堂入りを果たした。
シールズは私生活で3度結婚し、すべて離婚に終わったが、その間に4人の子供をもうけた。国際テニス殿堂入りの翌年、1965年5月31日に生まれた孫娘のブルック・シールズが、早くから子役モデル・女優として活動を始める。祖父のフランクは、ブルックが10歳になった1975年8月19日に故郷のニューヨークで65歳の生涯を閉じた。

## 主な成績
- ウィンブルドン選手権　男子シングルス準優勝：1931年
- 全米選手権　男子シングルス・混合ダブルス準優勝：1930年／男子ダブルス準優勝：1933年